# 朱懷墡
永壽榮靖王朱懷墡（？—1550年），是明朝秦藩追封永壽王朱惟燿之庶長子。其父先于其祖父恭和王朱秉欓去世。朱秉欓去世后，朱懷墡的六叔镇国将军朱惟燱因是继妃邵氏所出，自认为嫡子，与朱懷墡争夺王位继承权十年之久，直到嘉靖二十八年朝廷才裁决不认可朱惟燱为嫡出，仍由朱懷墡襲封永壽王。次年薨，諡號榮靖。在位兩年。由其子朱敬鏞承襲永壽王。

## 家庭

### 子女

#### 子
1. 永壽昭憲王朱敬鏞

#### 孫
- 輔國將軍朱誼㳦[1]